# Biały statek

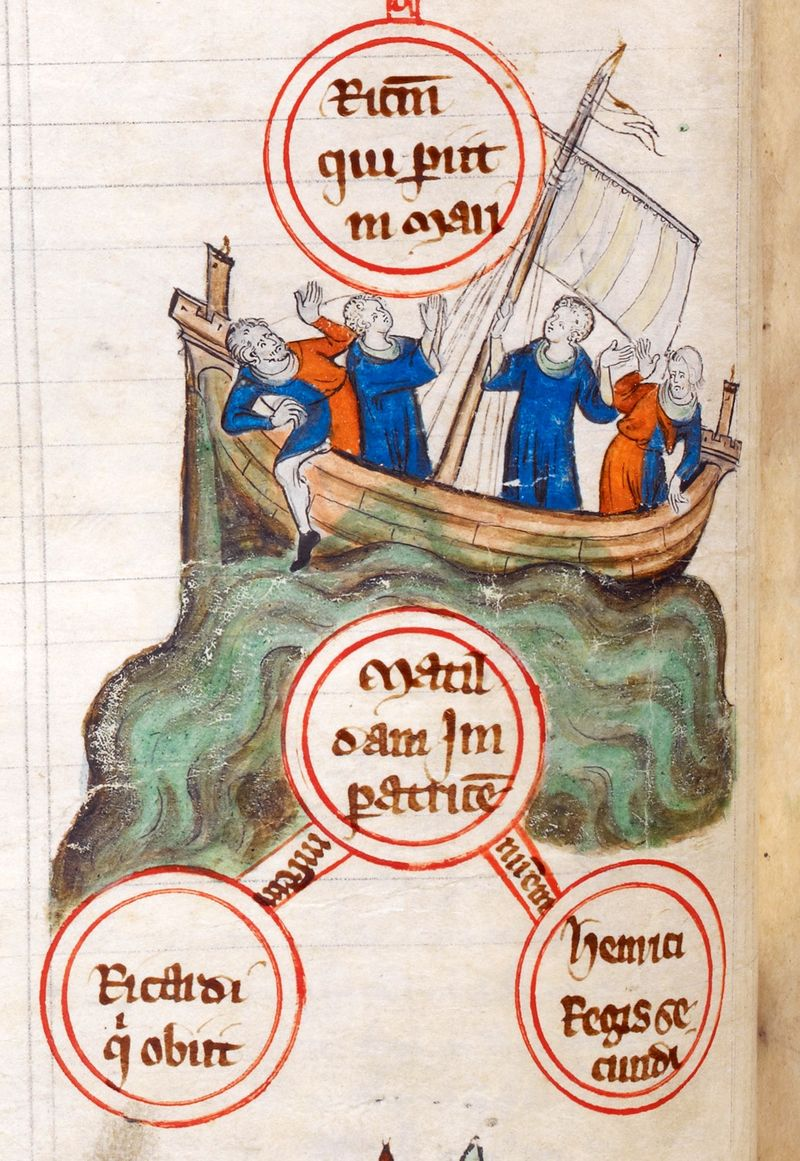
Tonący Biały statek

Biały statek (ang. White Ship, fra. Blanche-Nef) – normandzki statek, który zatonął na kanale La Manche w dniu 25 listopada 1120 u wybrzeży Barfleur. Katastrofa ta stała się sławna z powodu śmierci w niej Wilhelma Adelina – jedynego męskiego potomka króla Anglii Henryka I.

## Zatonięcie

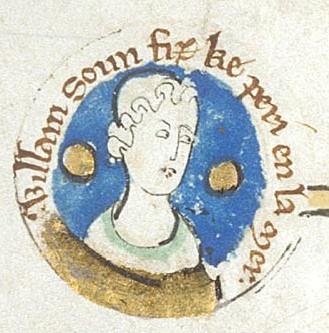
Miniatura przedstawiająca Wilhelma Adelina

W 1120 król angielski Henryk I przebywał w swoich włościach we Francji (od 1106 był księciem Normandii). Jesienią postanowił powrócić jednak do Anglii. Podróż miał odbyć na Białym statku (był to prawdopodobnie nef lub koga), co zaproponował mu Wilhelm WitzStephen, kapitan żeglugi, którego ojciec służył we flocie Wilhema Zdobywcy w 1066. Ostatecznie jednak Henryk rozmyślił się, a w podróż wysłał swojego syna, Wilhelma Adelina.
Jednostka wypłynęła wieczorem 25 listopada z Barfleur na wschodnim wybrzeżu Półwyspu Normandzkiego. Statek szybko uderzył lewą burtą w skałę w pobliżu wybrzeża, wywrócił się i zatonął. Na pokładzie znajdowało się ok. 300 osób, z których uratował się tylko rzeźnik z Rouen, który miał na sobie wypchane skóry baranie. Zadziałały one jak kamizelka ratunkowa, zapobiegając też hipotermii, a następnego dnia wyłowili go okoliczni rybacy.
Na pokładzie zabrakło właściciela statku, ale gdy rano dowiedział się, że Biały statek zatonął, a Wilhelm Adelin zginął, sam skoczył do morza i się utopił, aby uniknąć gniewu Henryka I.

## Konsekwencje
Śmierć następcy tronu wywołała zamęt na dworze i w całej Anglii. Zgodnie z ówczesnym prawem, kobieta nie mogła dziedziczyć tronu, a jedynym żyjącym dzieckiem Henryka pozostawała właśnie córka, Matylda. Sprawę komplikował dodatkowo fakt, że król miał już 52 lata i narodziny następcy tronu stały się problematyczne. Król ożenił się co prawda już w następnym roku z 18-letnią wówczas Adelajdą, ale do swojej śmierci w 1135 nie spłodził już legalnego męskiego potomka.
Przed śmiercią Henryk wymusił na baronach obietnicę, że uznają Matyldę za władczynię. Córka Henryka nie cieszyła się jednak wielką popularnością z powodu małżeństwa z hrabią Godfrydem V Andegaweńskim. Traktowano ją przede wszystkim jako regentkę jej dwuletniego syna Henryka. Jednocześnie prowadzono jednak rozmowy z wnukiem Wilhelma Zdobywcy, hrabią Tybaldem II, ale zamach stanu przeprowadził i ostatecznie przejął tron inny wnuk, Stefan z Blois. Zapoczątkowało to okres tzw. Anarchii – wojny domowej zakończonej dopiero w 1153 traktatem z Wallingford i śmiercią Stefana w 1154.

## Przyczyny katastrofy
Do dziś jednoznacznie nie ustalono, co zdecydowało o zatonięciu okrętu. Wpadnięcie na skały przypisuje się m.in. zamroczeniu alkoholowemu, pod jakim była załoga w czasie rejsu. Pijani byli też wszyscy pasażerowie. Współcześni katastrofie twierdzili także, że na pokład nie pozwolono wejść duchownym, którzy mieli pobłogosławić statek. Żyjący ponad 100 lat później francuski kronikarz Wilhelm z Nantis miał twierdzić, że katastrofę jako karę na siebie sprowadzili sami pasażerowie i członkowie załogi, dopuszczając się grzechu sodomii.

## Ważniejsze ofiary
Wśród ofiar, które pochłonęła katastrofa, znalazło się wiele znaczących osobistości, m.in.:
- Wilhelm Adelin – następca tronu Anglii;
- Matylda z Perche – nieślubna córka Henryka I, żona Rotrou III, hrabiego Perche;
- Ryszard d'Avranches, 2. hrabia Chester;
- Wilhem de Pirou, królewski seneszal;
- Ottuel – brat przyrodni Ryszarda d'Avranches, nauczyciel Wilhelma Adelina;
- Yves II i jego n/n brat – anglo-normańscy rycerze z Leicestershire;
- Wilhelm Bigot – syn Roberta Bigota, Wysokiego Szeryfa Norfolk i Suffolk.

## W kulturze masowej
- zatonięcie Białego statku jest punktem wyjścia dla powieści historycznej Kena Folletta Filary Ziemi z 1989, gdzie pada stwierdzenie, że okręt mógł być sabotowany. Wątek ten rozwija także adaptacja telewizyjna pod tym samym tytułem z 2009. Tam w scenie otwierającej serial, wprost pokazanie jest umyślne spalenie statku dla przeprowadzenia intrygi przez biskupa Walerana i Stefana z Blois;
- w literaturze katastrofę opisała również Sharon Kay Penman w powieści historycznej Gdy Chrystus i Jego święci spali z 1994, a wspomina ją Glenn Cooper w powieści Dziesiąta komnata z 2010;
- ballada Biały statek jest częścią Ballad i sonetów Dantego Gabriela Rossettiego z 1881;
- występuje także w książce Geoffreya Hilla Dla nieupadłych z 1959.